# 比切·万泽塔
比切·万泽塔（義大利語：Bice Vanzetta，1961年3月7日—），意大利女子越野滑雪运动员。她曾代表意大利参加1988年、1992年和1994年冬季奥林匹克运动会越野滑雪比赛，共获得二枚铜牌。